# Erwin Koeman
Pour les articles homonymes, voir Koeman.
Erwin Koeman, né le 20 septembre 1961 à Zaandam, est un footballeur néerlandais. Il remporte plusieurs titres nationaux avec le PSV Eindhoven et le club belge du FC Malines, également vainqueur de la Coupe d'Europe des vainqueurs de coupe en 1988. Avec l'équipe des Pays-Bas il remporte l'Euro 1988. Erwin Koeman poursuit sa carrière en tant qu'entraîneur durant les années 2000, au RKC Waalwijk puis au PSV Eindhoven.

## Carrière de joueur

### En club
Erwin Koeman commence sa carrière professionnelle au FC Groningue, avant de rejoindre le PSV Eindhoven. Il évolue au FC Malines entre 1985 et 1990. En 1987, le club entraîné par le néerlandais Aad de Mos remporte la Coupe de Belgique. L'année suivante, le FC Malinois défait l'Ajax Amsterdam en finale de la Coupe d'Europe des vainqueurs de coupe. Après s'être classé second du championnat de Belgique lors des deux années précédentes, Malines s'impose en 1989. L'équipe remporte également la Supercoupe de l'UEFA face à l'ancien club de Koeman, le PSV Eindhoven. En 1990, Erwin Koeman retourne au PSV, qui est sacré champion des Pays-Bas lors des deux saisons suivantes. En 1992, Erwin Koeman inscrit le but vainqueur en finale de la Supercoupe des Pays-Bas. Il met un terme à sa carrière de joueur au FC Groningue, en 1998.

### En équipe nationale

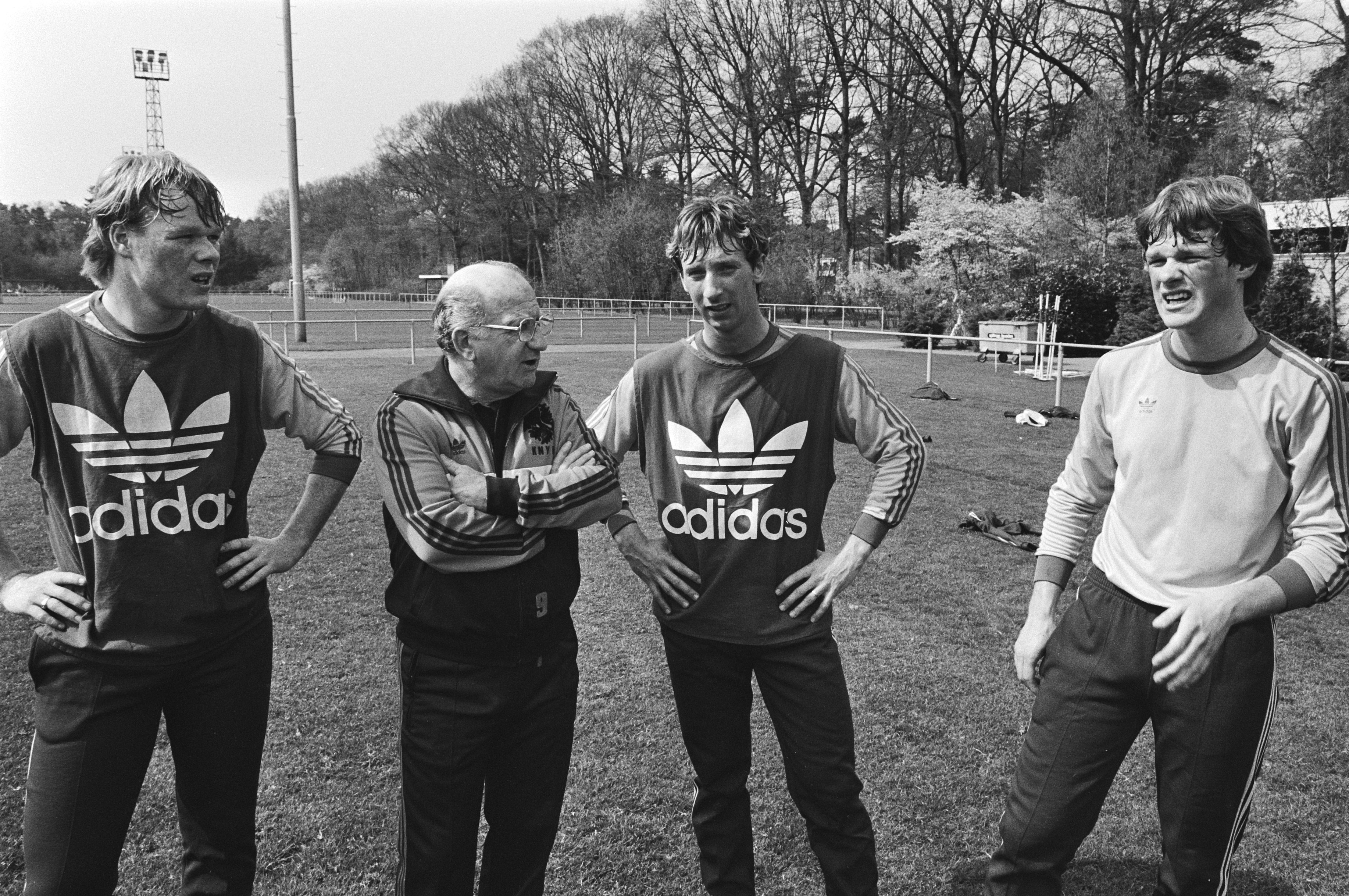
E. Koeman (à droite) en équipe nationale (1983). À gauche son frère Ronald.

Erwin Koeman est appelé pour la première fois en équipe des Pays-Bas en 1984, à l'occasion d'un match face à la Hongrie. Il fait partie de l'équipe, dirigée par Rinus Michels, qui remporte l'Euro 1988. Après avoir commencé le tournoi en tant que remplaçant, il est titularisé lors du second match des Néerlandais, face à l'Angleterre. Il dispute les rencontres suivantes, y compris la finale. Erwin Koeman prend également part à la Coupe du monde 1990, mais Leo Beenhakker ne fait appel à lui que lors du match opposant les Pays-Bas à l'Égypte.

## Carrière d'entraîneur
Erwin Koeman commence sa carrière d'entraîneur en 1998, il est alors chargé des équipes de jeunes de son ancien club, le PSV Eindhoven. En 2002, il devient l'assistant de Guus Hiddink, l'entraîneur de l'équipe première. En février 2004, il signe un contrat avec le RKC Waalwijk pour reprendre l'équipe à la fin de la saison, en remplacement de Martin Jol qui a annoncé son départ à Tottenham. Sous la direction d'Erwin Koeman, le club termine 9e du championnat des Pays-Bas, alors que son objectif était d'éviter la relégation.
En mai 2005, Erwin Koeman est engagé par le Feyenoord Rotterdam pour succéder à Ruud Gullit. L'année suivante, son contrat est prolongé jusqu'en juillet 2009. Koeman démissionne en mai 2007 après une défaite face à Heerenveen. Ses assistants John Metgod et Henk Duut sont chargés de l'équipe en attendant la nomination de son successeur. Feyenoord termine le championnat à la 7e place, en fin de saison Koeman est remplacé par Bert van Marwijk,.
En avril 2008, il est nommé sélectionneur de l'équipe de Hongrie en remplacement de Péter Várhidi. Au début de la saison 2018-2019, il est nommé au poste d'adjoint de son compatriote Phillip Cocu à Fenerbahçe. Le 28 octobre 2018, à la suite du limogeage de Phillip Cocu pour une suite de mauvais résultats, Erwin Koeman prend l'intérim du poste d'entraîneur de l'équipe stambouliote.

## Palmarès (joueur)

### En club
- Vainqueur de la Supercoupe d'Europe en 1988 avec le FC Malines
- Vainqueur de la Coupe d'Europe des Vainqueurs de Coupe en 1988 avec le FC Malines
- Champion de Belgique en 1989 avec le FC Malines
- Champion des Pays-Bas en 1991 et en 1992 avec le PSV Eindhoven
- Vainqueur de la Coupe de Belgique en 1987 avec le FC Malines
- Vainqueur de la Supercoupe des Pays-Bas en 1992 avec le PSV Eindhoven

### EnÉquipe des Pays-Bas
- 31 sélections et 2 buts entre 1983 et 1994
- Champion d'Europe des Nations en 1988
- Participation au Championnat d'Europe des Nations en 1988 (Vainqueur)
- Participation à la Coupe du Monde en 1990 (1/8 de finaliste)

## Vie personnelle
Erwin est le fils de l'ancien footballeur et international néerlandais Martin Koeman. Son frère cadet Ronald est également un ancien footballeur, lui aussi international, et poursuit une carrière d'entraîneur. Les deux frères ont évolué ensemble au FC Groningue, ainsi qu'en équipe des Pays-Bas. Durant leur carrière, ils se sont également affrontés, sur le terrain puis en tant qu'entraîneurs.